# San Biagio di Callalta
San Biagio di Callalta é uma comuna italiana da região do Vêneto, província de Treviso, com cerca de 11.442 habitantes. Estende-se por uma área de 48 km², tendo uma densidade populacional de 238 hab/km². Faz fronteira com Breda di Piave, Carbonera, Monastier di Treviso, Ponte di Piave, Roncade, Salgareda, Silea, Zenson di Piave.

## Demografia
| Variação demográfica do município entre 1861 e 2011                               |
|                                                                                   |
| Fonte: Istituto Nazionale di Statistica (ISTAT) - Elaboração gráfica da Wikipedia |